# Ishihara Taku
Taku Ishihara (sinh ngày 3 tháng 10 năm 1988) là một cầu thủ bóng đá người Nhật Bản.

## Sự nghiệp câu lạc bộ
Taku Ishihara đã từng chơi cho Yokohama F. Marinos và Tokushima Vortis.